# Stora Dalsjön, Hälsingland
Stora Dalsjön är en sjö i Bollnäs kommun och Ljusdals kommun i Hälsingland och ingår i Ljusnans huvudavrinningsområde. Sjön är 10 meter djup, har en yta på 2,52 kvadratkilometer och befinner sig 223 meter över havet. Sjön avvattnas av vattendraget Isteån (Bogårdsån).

## Delavrinningsområde
Stora Dalsjön ingår i det delavrinningsområde (683644-153262) som SMHI kallar för Utloppet av Stora Dalsjön. Medelhöjden är 269 meter över havet och ytan är 20,8 kvadratkilometer. Räknas de 9 avrinningsområdena uppströms in blir den ackumulerade arean 83,95 kvadratkilometer. Isteån (Bogårdsån) som avvattnar avrinningsområdet har biflödesordning 2, vilket innebär att vattnet flödar genom totalt 2 vattendrag innan det når havet efter 93 kilometer. Avrinningsområdet består mestadels av skog (86 procent). Avrinningsområdet har 2,54 kvadratkilometer vattenytor vilket ger det en sjöprocent på 12,2 procent.